# مورلین
مورلین که در حال حاضر به عنوان استادیوم شبه جزیره به دلایل حمایت مالی، یک فوتبال استادیوم در منطقه کرسال، سالفورد، منچستر بزرگ، انگلستان، و زمین اصلی فعلی باشگاه فوتبال سالفورد سیتی از زمان افتتاحش در سال ۱۹۷۸ظرفیت فعلی آن ۵۱۰۸ است که آخرین توسعه آن در سال ۲۰۱۷ است.